# جيمس بريك بيركنز
جيمس بريك بيركنز هو محامي ومؤرخ وسياسي أمريكي، ولد في 4 نوفمبر 1847 في St. Croix Falls, Wisconsin ‏ في الولايات المتحدة، وتوفي في 11 مارس 1910 في واشنطن العاصمة في الولايات المتحدة. نشط حزبياً في الحزب الجمهوري. وقد انتخب عضو جمعية ولاية نيويورك ‏ وانتخب عضو مجلس النواب الأمريكي ‏.